# Città dolente (film 1989)
Città dolente (悲情城市S, bēiqíng chéngshìP) è un film del 1989 diretto da Hou Hsiao-hsien.
Il film racconta la storia di una famiglia che viene coinvolta nel cosiddetto "Terrore bianco" che seguì l'incidente del 1947 a Taiwan. In quei mesi migliaia di taiwanesi furono arrestati dal governo del Kuomintang.
Città dolente è stato il primo film taiwanese a vincere il Leone d'oro alla Mostra internazionale d'arte cinematografica di Venezia nel 1989. Il British Film Institute, nel 2012, lo elesse tra i più grandi film mai realizzati, ponendolo al 117º posto. Il film fu selezionato per la nomination miglior film straniero al 62º Academy Awards, ma infine non fu accettato.

## Trama
Negli anni che vanno dall'agosto 1945 al dicembre 1949, ovvero dalla sconfitta giapponese, la fine della condizione di colonia e il ritorno di Taiwan alla Cina, lo scontro nel continente tra l'esercito nazionalista e le truppe rivoluzionarie provocò una massiccia emigrazione sull'isola, quindi la vittoria di Mao determina la fuga a Taiwan del governo nazionalista di Chiang Kai-shek, che lì si insedia fondando la Repubblica cinese. Sono anni contrassegnati da frequenti scontri tra i ‘nuovi occupanti’ e la popolazione locale, che vive l'arrivo degli uomini del continente come una sorta di vera e propria nuova colonizzazione.
Tra i drammatici fatti di quegli anni, sono ricordati i terribili scontri del febbraio 1947 che portarono all'uccisione da parte dei nazionalisti di più di 10.000 oppositori e all'arresto di numerosi intellettuali e comunisti; la legge marziale del 1948 che vietava ogni manifestazione ed organizzazione politica, nonché il divieto di parlare taiwanese.
In questo difficile periodo le vicissitudini della famiglia Lin e, in particolare, le vicende di quattro fratelli, mettono in luce il rapporto con gli sconvolgimenti sociali dell'epoca. Se il secondogenito Wen-sun neanche appare, perché scomparso nelle Filippine, perché mandato in guerra dai giapponesi, il destino degli altri tre non sembra affatto migliore. Wen-heung, Wen-leung e Wen-ching saranno tutti arrestati, chi perché accusato di aver collaborato coi giapponesi, chi per attività anticinese.
Wen-heung, il primogenito, che dirige un night club che durante l'occupazione era stato una sala da tè, si trova coinvolto nei traffici della malavita cinese e finirà per darsi all'alcol e al gioco d'azzardo, fino a perdere la vita in una rissa.
Wen-leung, il terzogenito, pagherà i ripetuti arresti e le violenze subite, causate dai suoi trascorsi come interprete al servizio dei giapponesi, uscendo di senno.
Wen-ching, il quartogenito, sordomuto e fotografo di professione, parteciperà alle lotte contro i cinesi del continente insieme ad altri militanti intellettuali di orientamento socialista, sfuggirà fortunosamente a un tentativo di linciaggio perché creduto cinese e infine, arrestato, scomparirà senza lasciare più traccia.

## Personaggi

### La famiglia Lin
- Wen ching
- Wen hung
- Wen leung

### Altri ruoli
- Hinomi
- Hinoiei
- Shizuko
- signor Lin
- signor Wu
- giornalista Ho

### Cameo
- Tsai Chen-nan nel ruolo di cantante

## Produzione
Città dolente mostra il dissolversi di un'intera famiglia provocato dalla Storia, come spesso accade nelle pellicole di Hou. Secondo uno stile, che attraversa la sua intera opera, Hou Hsiao-hsien mette in scena questi drammatici eventi con distacco e sguardo oggettivo: inquadrature fisse, lunghi piani sequenza, immagini distanziate e in profondità di campo. Contrasto tra la calma dello sguardo e la violenza degli eventi.
Il film è stato girato nel Jiufen, una vecchia e degradata città mineraria a nord-est di Taiwan.
Il film è la prima parte di una trilogia sulla storia di Taiwan che comprende Il maestro burattinaio (1993) e Good Men, Good Women (1995).
Il film venne prodotto da Chiu Fu-sheng, ERA International e 3-H Films Limited.

## Colonna sonora
La colonna sonora del film è stata composta dal gruppo giapponese 'new age' strumentale formatosi nel 1988, S.E.N.S.

### Album
Il titolo dell'album è hilo Joshi (悲情城市 A City of Sadness), pubblicato il 25 aprile 1990 in formato LP.

#### Tracce
1. 悲情城市 ～A City Of Sadness～
2. Hiromi ～Flute Solo～
3. 文清のテーマ
4. 悲情城市 Variation 1
5. Hiromi のテーマ
6. 悲情城市 Variation 2
7. 凛 ～Dedicated To Hou Hsiao-Hsien～

## Distribuzione
Il film debuttò alla Mostra internazionale del Cinema di Venezia nel 1989.

### Date di uscita
Le date di uscita internazionali tra il 1989 e il 1990 sono state:
- 4 settembre 1989 in Italia alla Mostra internazionale del Cinema di Venezia (Città dolente)
- 15 settembre 1989 in Canada al Toronto Film Festival (A City of Sadness)
- 6 ottobre 1989 negli Stati Uniti al New York Film Festival (A City of Sadness)
- 21 ottobre 1989 in Taiwan (Bei cing sheng shih)
- 21 dicembre 1989 ad Hong Kong (A City of Sadness)
- 26 gennaio 1990 in Corea del Sud (A City of Sadness)
- 2 febbraio 1990 nei Paesi Bassi (A City of Sadness)
- 11 febbraio 1990 nella Germania Ovest alla Berlinale (Die Stadt der Traurigkeit)
- 21 aprile 1990 in Giappone (Hijô jôshi)
- 28 novembre 1990 in Francia (La cité des douleurs)
- 26 novembre 1990 in Svezia (Sorgens stad)

### Edizione italiana
Inedito nelle sale cinematografiche italiane, il film venne distribuito in Italia da Rizzoli Corriere della Sera su supporto Home Video VHS.

## Riconoscimenti
- 1989 - 46ª Mostra Internazionale del cinema di Venezia
  - Leone d'oro per miglior film
  - Premio UNESCO
- 1989 - Golden Horse Film Festival
  - Miglior regia - Hou Hsiao-hsien
  - Miglior attore non protagonista - Sung Young Chen
  - Candidato a miglior film
  - Candidato a miglior sceneggiatura: Chu Tien-wen, Wu Nien-jen
  - Candidato a miglior montaggio: Liao Ching-song
- 1989 - Kinema Junpo Awards
  - Miglior film in lingua straniera
- 1991 - Mainichi Film Concours
  - Miglior film in lingua straniera
- 1991 - Independent Spirit Awards
  - Candidato a miglior film in lingua straniera
- 1991 - Political Film Society
  - Premio Speciale